# Muntai
Muntai is een bestuurslaag in het regentschap Bengkalis van de provincie Riau, Indonesië. Muntai telt 2053 inwoners (volkstelling 2010).